# Entisol

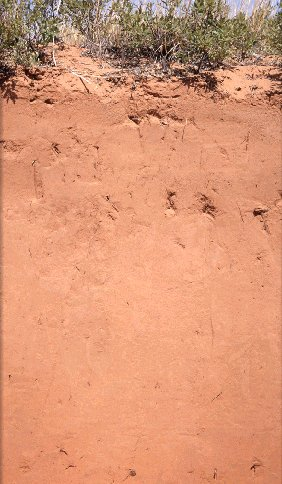
Entisol

Als Entisol bezeichnet man gemäß der USDA Soil Taxonomy sehr junge, flache Böden ohne oder mit nur geringer erkennbarer Horizontierung, aber mit variablem pH-Wert. Alle Böden, die sich nicht einem der anderen Bodentypen zuordnen lassen, sind Entisole. Aufgrund ihres geringen Alters besitzen sie so gut wie kein Profil. Entisole finden sich sowohl in tropischen als auch in gemäßigten Breiten und kommen insbesondere in der Wüste Sahara und im Nahen Osten vor.
Sie bilden sich auch an Bergabhängen, wo neugebildeter Boden stark erodiert und die Bodendicke daher nur langsam zunimmt. Feinkörnige Lössablagerungen führen ebenfalls zur Bildung von Entisolen. Sie können durchaus landwirtschaftlich genutzt werden.
Die gesamte von diesem Bodentyp bedeckte Fläche beträgt etwa 21,1 Millionen Quadratkilometer oder etwa 16 Prozent des eisfreien Landes.

## Klassifikation
Man unterscheidet fünf Unterordnungen
- Wassent
- Aquent
- Psamment
- Fluvent
- Orthent